# Stefano Carozzo
Stefano Carozzo (Savona, 17 gennaio 1979) è un ex schermidore italiano, specializzato nella spada.

## Biografia
Cresciuto nella società del C.S. Leonpalcaldo Savona sotto la guida del tecnico Sergio Nasoni, Carozzo ha come miglior risultato individuale il primo posto nella classifica finale della Coppa del Mondo di scherma 2004-2005, oltre ad un bronzo conquistato ai mondiali juniores del 1999.
Nella prova a squadre ha invece ottenuto due terzi posti agli europei di Smirne 2006 e di Kiev 2008 ed un secondo posto al Campionato mondiale di scherma 2007 di San Pietroburgo. All'Olimpiade di Pechino 2008 ha partecipato come riserva alla prova a squadre dove ha ottenuto il bronzo, entrando nell'ultimo assalto della finale 3-4º posto per sostituire il campione olimpico Tagliarol che si era infortunato.

## Palmarès
In carriera ha ottenuto i seguenti risultati:
Giochi olimpici
Individuale
A squadre
- Bronzo nella spada a Pechino 2008

Mondiali
Individuale
A squadre
- Argento nella spada a San Pietroburgo 2007

Europei
Individuale
A squadre
- Bronzo nella spada a Smirne 2006
- Bronzo nella spada a Kiev 2008

Coppa del mondo
Individuale
- nella classifica generale del fioretto 2004-05

A squadre
Campionati italiani
Individuale
- Oro nella spada a Udine 2005
- Oro nella spada a Trieste 2013
- Argento nella spada a Napoli 2007
- Bronzo nella spada a Conegliano Veneto 2002
- Bronzo nella spada a Torino 2006
- Bronzo nella spada a Jesi 2008

A squadre
- Oro nella spada a Jesi 2008
- Argento nella spada a Torino 2006
- Argento nella spada a Napoli 2007

### Altri risultati
Mondiali giovanili
Individuale
- Bronzo nella spada a Keszthely 1999

A squadre